# Xavier Relecom
Xavier Gustave Emile Relecom (Antwerpen, 6 juni 1900 - Ukkel, 22 november 1977) was een Belgisch volksvertegenwoordiger.

## Levensloop
Relecom groeide op in een familie van welvarende handelaars met progressistisch-liberale sympathieën. Na de dood van zijn vader in 1907 vestigde hij zich in Brussel met zijn moeder, die moest rondkomen met een bescheiden inkomen. Hij studeerde aan het Atheneum van Elsene, maar moest op zijn vijftiende om financiële redenen stoppen met zijn studies. Vervolgens werkte hij als loopjongen, leerling-schrijnwerker en leerling-banketbakker. Op zijn achttiende ging hij aan de slag als bediende en drie jaar later werd hij boekhouder-accountant, nadat hij via avondonderwijs een diploma had behaald. Hij oefende het beroep, onderbroken door zijn legerdienst in 1922, uit tot in 1932.
Tijdens de Eerste Wereldoorlog werd Relecom door zijn contacten met arbeiders aangetrokken tot de politiek en hij raakte geënthousiasmeerd door de Russische Oktoberrevolutie in 1917. Hij volgde lessen aan de Centrale voor Arbeidersopvoeding, waar hij ten vroegste tot in 1927 actief was als docent. In samenloop daarvan trad Relecom toe tot de bediendenvakbond en de Arbeidersliga in Schaarbeek, alsook tot de Belgische Werkliedenpartij en de Socialistische Jonge Wacht. Hij ging algauw verantwoordelijkheden bekleden in deze instanties en was vanaf 1923 adjunct-secretaris van de Schaarbeekse Arbeidersliga, evenals verantwoordelijke van de plaatselijke afdeling van de Socialistische Jonge Wacht. In 1925 verhuisde Relecom naar Elsene en werd er secretaris van de plaatselijke Arbeidersliga. Tezelfdertijd werd hij federaal secretaris van de provinciale SJW-afdeling van Brabant.
Relecom behoorde tot de meest radicale strekking van de Belgische Werkliedenpartij en sympathiseerde met de communistische drukkingsgroep binnen de partij, Les Amis de L'Exploité, maar volgde oprichter Joseph Jacquemotte niet toen die na zijn uitsluiting uit de BWP de Kommunistische Partij van België oprichtte. In 1924 was hij medeoprichter van het marxistische blad La Lutte des Classes en van 1926 tot 1928 beheerder van La Bataille Socialiste, het orgaan van de radicaal-linkse vleugel van de BWP geleid door Paul-Henri Spaak. In 1926 was Relecom voor de socialisten kandidaat bij de gemeenteraadsverkiezingen in Elsene, maar hij werd niet gekozen.
In hetzelfde jaar was Relecom een van de oprichters van de Belgische sectie van de Internationale Rode Hulp, een sociale organisatie verbonden met de communistische internationale, het Komintern. Hij zetelde in het uitvoerend comité van de Belgische afdeling en werd er de secretaris-generaal van. Heel wat socialisten traden toe tot de Belgische sectie, tot onvrede van de partijleidng van de BWP, die er een oorlogsmachine in dienst van het communisme in zag en in februari 1927 lidmaatschap van de Internationale Rode Hulp en van de partij onverenigbaar verklaarde. Relecom weigerde deze bepaling op te volgen en bleef actief in de Internationale Rode Hulp, met als gevolg dat hij in november 1927 uit de BWP werd gezet. 
In augustus 1928 stapte hij officieel over naar de Kommunistische Partij van België. Door de verwijdering van de trotskisten uit de partij maakte Relecom snel opgang in de PCB. Hij werd aangesteld tot federaal secretaris van de partij in het arrondissement Brussel, werd in 1929 gecoöpteerd in het Centraal Comité en zetelde van 1930 tot 1931 in het voorlopig Politiek Bureau. Zijn professionele vaardigheden leverden hem tevens de functie van penningmeester van de PCB op. Daarenboven stond hij van 1931 tot 1932 in voor het Belgisch secretariaat van de Rode Vakbondsinternationale. Hetzelfde jaar werd hij vrijgestelde van de communistische partij.
In de jaren nadien heersten binnen de communistische partij aanhoudende spanningen tussen sektaristen die elke samenwerking met de sociaaldemocraten afwezen en voorstanders van een links volksfront, zoals dat werd uitgedragen door het Komintern. In 1934 greep de communistische internationale in en werd Relecom belast met de interne herstructurering van de partij, een functie waarin hij nauw samenwerkte met Joseph Jacquemotte. Dit resulteerde op het communistische partijcongres van april 1935 in Charleroi tot de uitsluiting van de sektaristen uit de bestuursfuncties van de partij en de onderschrijving van de koers om een volksfront op de been te brengen. Relecom werd op dat congres verkozen tot adjunct-secretaris en organisatieverantwoordelijke en werd tezelfdertijd lid van het Politiek Bureau. Vanaf dat moment kende de PCB een electorale opgang en bij de verkiezingen van mei 1936 behaalde de partij negen verkozenen in de Kamer van volksvertegenwoordigers, onder wie Xavier Relecom, die verkozen werd voor het arrondissement Brussel. Hij vervulde het mandaat van volksvertegenwoordiger tot in augustus 1945. Hij was een zeer actief parlementslid dat regelmatig tussenbeide kwam in de discussies over de Spaanse Burgeroorlog, financiële schandalen, het internationaal beleid en de strijd tegen het fascisme. Van 1938 tot 1945 was Relecom tevens gemeenteraadslid van Brussel.
Na het plotse overlijden van Joseph Jacquemotte in oktober 1936 besliste de Komintern drie nationale secretarissen aan te stellen: Julien Lahaut voor Wallonië, Georges Van den Boom voor Vlaanderen en Xavier Relecom voor Brussel. Relecom was al in 1935 door de vertegenwoordiger in België van de Komintern, de Hongaar Andor Bereï, als de beste mogelijke opvolger van Jacquemotte aangeduid. Hij werkte samen met de twee andere aangestelden, maar stilaan dreef hij boven als de beste en in augustus 1939 werd hij gepromoveerd tot secretaris-generaal. Als nationaal secretaris van de PCB onderhield Relecom nauwe contacten met de radicale linkerzijde binnen de socialistische partij, in het bijzonder met Fernand Brunfaut en Isabelle Blume-Grégoire. Ook was hij geregeld aanwezig op vergaderingen van het Centraal Comité en het Politiek Bureau van de Franse communistische partij PCF en rapporteerde hij aan het secretariaat van het Komintern regelmatig over de politieke situatie in België.
Na het afsluiten van het Molotov-Ribbentroppact tussen Nazi-Duitsland en de Sovjet-Unie en de uitbraak van de Schemeroorlog, de beginfase van de Tweede Wereldoorlog, werden de Belgische communisten het doelwit van repressie en zette Relecom een clandestien apparaat op poten. Hij zette de nodige stappen om Franse communistische leiders illegaal te kunnen opvangen en zorgde voor de noodzakelijke steun van de Duitse communistische verzetsorganisatie Die Rote Kapelle, dat in rechtstreeks contact stond met de Sovjet-Unie. In maart 1940 verdween Relecom in de clandestiniteit om aan arrestatie door de Belgische autoriteiten te ontsnappen. Als gevolg hiervan ontsnapte hij aan de Belgische arrestaties van mei 1940 en slaagde er in 1941 in de partij te reorganiseren tot een clandestiene organisatie, waarbij hij politieke en operationele lijnen van de PCB uitzette. Zijn leiding werd afgebroken in juli 1943, toen de volledige politieke leiding van de partij en een honderdtal kaderleden werden gearresteerd in het kader van een grote razzia door de Gestapo.
Relecom werd opgesloten in het Fort van Breendonk en sloot er met zijn partijgenoten Pierre Joye, Georges Van den Boom en Joseph Leemans een akkoord met de Gestapo: op voorwaarde dat ze als leidinggevenden van de Belgische communistische partij niet werden vervolgd door het Duitse gerecht en aan een executie zouden ontsnappen, zouden ze drie andere gearresteerde leden van de gewapende partizanen ertoe aanzetten om aan de Duitsers de informatie te verschaffen waar ze over beschikten. Niettemin werden twee van de drie partizanen als gijzelaars geëxecuteerd. Relecom werd in februari 1944 afgevoerd naar Sachsenhausen en bevrijd op 4 mei 1945.
Het akkoord in kwestie werd meer dan veertig jaar geheim gehouden, teneinde het imago niet te schenden van de Partij van het Verzet en de Gefusilleerden. Na de Bevrijding werden de betrokkenen uit hun functies ontheven en kregen ze een bolwassing van het Komintern, maar mochten in de partij blijven als militant. Als gevolg hiervan moest Relecom zijn mandaten als volksvertegenwoordiger en gemeenteraadslid van Brussel opgeven en werd hem een blaam opgelegd door de controlecommissie van de partij. Vervolgens richtte hij in 1946 de bibliotheek Librairie du Monde Entier en een jaar later werd hij administratieverantwoordelijke voor de communistische pers, waarbij hij de oprichting van het persbureau Maison de la Presse in goede banen leidde. In 1947 werd hij opnieuw in ere gesteld door de communistische partijleiding en werd hij benoemd tot secretaris van de partijfederatie van Charleroi. Ook werd hij opnieuw lid van het Centraal Comité. In de volgende jaren ging de partij een steeds sektarische koers varen, waardoor Relecom niet meer getolereerd werd in de partijleiding en in augustus 1949 ontslag nam.
Vervolgens was Relecom tot aan zijn dood actief als zakenman en leidde hij de vennootschap TRACOSA, gespecialiseerd in import en export met de landen van het Oostblok, meer bepaald met de Sovjet-Unie. Daarnaast was hij tussen 1950 en 1953 lid van de directie van de Belgische Unie voor de Verdediging van de Vrede en was hij actief in verschillende verenigingen van voormalige politieke gevangenen tijdens de Tweede Wereldoorlog. Daarnaast pleitte hij voor toenadering tot de Volksrepubliek China en richtte hij in 1957 een economische commissie op die een bepalende rol moest spelen bij de ontwikkeling van industriële en handelsrelaties met het land. 
Vanaf 1963 ontstond tweedracht in de partij, als gevolg van de spanningen tussen Moskou en Peking. Jacques Grippa, held van de weerstand, werd uit het Centraal Comité gesloten en stichtte een nieuwe partij, de Belgische Marxistish-Leninistische Communistische Partij. Xavier Relecom sloot zich hierbij aan en werd uit de orthodoxe communistische partij gezet. Hij verdween ook uit TRACOSA en leidde voortaan SODEXIM, een firma die zaken deed met de Volksrepubliek China. Hij faciliteerde ook de contacten met China voor baron Antoine Allard en koningin Elisabeth.
Hij werd lid van het Centraal Comité van de nieuwe partij. Niet voor lang echter, want in 1967 werd hij uit de partij gestoten omdat hij niet eens was met de partijkoers inzake de Culturele Revolutie in de Volksrepubliek. Nadien sloot hij zich aan bij de maoïstische Parti communiste marxiste-léniniste de Belgique van Michel Graindorge.

## Publicaties
- Pour le salut du peuple! Rapport présenté au 6e Congrès du Parti Communiste de Belgique, Bruxelles, C.D.L., s.d. [1936],
- Après le 11 avril... Pour battre le fascisme! Entente démocratique. Discours prononcé à Bruxelles le jeudi 15 avril par Xavier Relecom, député de Bruxelles, Sécrétaire du Parti Communiste de Belgique, Ed. Germinal, Bruxelles
- 11 april! Nederlaag van het Belgisch en Internationaal fascisme, Uitg. De Nieuwe Tijd, Antwerpen
- 2 millions de victimes. L’escroquerie de l’index, Ed. Germinal, Bruxelles, 1938.
- Il faut que les riches paient! Comment remplacer les impôts sur la misère par une fiscalité démocratique?, Ed. Germinal, Bruxelles, 1938.
- Contre les scandales, le peuple veut de la propreté. Discours prononcé au Parlement par Xavier Relecom, député de Bruxelles, Ed. Germinal, Bruxelles, 1938.